# Пучхэчхум
Пучхэчхум (кор. 부채춤) — традиционная форма корейского танца, обычно исполняемая группой танцовщиц. Часто этот танец является обязательным элементом многих культурных и прочих мероприятий в Корее. Танцовщицы используют разукрашенные в бутоны пиона веера и демонстрируют своё актерское мастерство во время танца с веерами. Во время исполнения танца танцовщицы также образуют групповую форму яйца, цветка, бабочек и волн с помощью вееров. Вероятно танец развился под влиянием как танца из корейского шаманизма так и придворного танца времен династии Чосон.